# Prefektura Saitama
Prefektura Saitama (jap. 埼玉県 Saitama-ken) – prefektura znajdująca się na wyspie Honsiu w Japonii. Jej stolicą jest miasto Saitama. Ma powierzchnię 3 797,75 km². W 2020 r. mieszkało w niej 7 346 836 osób, w 3 153 350 gospodarstwach domowych  (w 2010 r. 7 194 957 osób, w 2 842 662 gospodarstwach domowych).

## Położenie
Prefektura leży w centrum wyspy Honsiu na północ od Tokio. Południowo-wschodnia część prefektury, w tym stolica Saitama, należy do obszaru Wielkiego Tokio. Graniczy z prefekturami: Chiba, Ibaraki, Tochigi, Gunma, Nagano i Yamanashi.
Region zachodni to głównie tereny wiejskie i górzyste. Obejmuje on część Parku Narodowego Chichibu-Tama-Kai.

## Miasta
Miasta prefektury Saitama:

- Ageo
- Asaka
- Chichibu
- Fujimi
- Fukaya
- Gyōda
- Hannō
- Hanyū
- Hasuda
- Hatogaya
- Hidaka
- Higashimatsuyama
- Honjō
- Iruma
- Kamifukuoka (w 2005 roku połączono z Ōi, tworząc miasto Fujimino)
- Kasukabe
- Kawagoe
- Kawaguchi
- Kazo
- Kitamoto
- Koshigaya
- Kōnosu
- Kuki
- Kumagaya
- Misato
- Niiza
- Okegawa
- Saitama
- Sakado
- Satte
- Sayama
- Shiki
- Sōka
- Toda
- Tokorozawa
- Tsurugashima
- Wakō
- Warabi
- Yashio
- Yoshikawa

## Podział administracyjny
1 stycznia 2021 r. w skład prefektury wchodziło 40 większych miast (shi), 22 mniejsze (miasteczek, machi) i 1 wioska (gmina wiejska, mura).
| Nazwa                                                | Nazwa                | Nazwa      | Powierzchnia (km²) | Ludność   | Kod jednostki | Powiat         | Mapa |
| Polska nazwa                                         | Rōmaji               | Kanji      | Powierzchnia (km²) | Ludność   | Kod jednostki | Powiat         | Mapa |
| ---------------------------------------------------- | -------------------- | ---------- | ------------------ | --------- | ------------- | -------------- | ---- |
| Ageo                                                 | Ageo-shi             | 上尾市     | 45,51              | 227 020   | 11219         |                |      |
| Asaka                                                | Asaka-shi            | 朝霞市     | 18,34              | 141 036   | 11227         |                |      |
| Chichibu                                             | Chichibu-shi         | 秩父市     | 577,83             | 59 706    | 11207         |                |      |
| Fujimi                                               | Fujimi-shi           | 富士見市   | 19,77              | 111 881   | 11235         |                |      |
| Fujimino                                             | Fujimino-shi         | ふじみ野市 | 14,64              | 113 640   | 11245         |                |      |
| Fukaya                                               | Fukaya-shi           | 深谷市     | 138,37             | 141 336   | 11218         |                |      |
| Gyōda                                                | Gyōda-shi            | 行田市     | 67,49              | 78 671    | 11206         |                |      |
| Hannō                                                | Hannō-shi            | 飯能市     | 193,05             | 80 391    | 11209         |                |      |
| Hanyū                                                | Hanyū-shi            | 羽生市     | 58,64              | 52 879    | 11216         |                |      |
| Hasuda                                               | Hasuda-shi           | 蓮田市     | 27,28              | 61 530    | 11238         |                |      |
| Hatoyama                                             | Hatoyama-machi       | 鳩山町     | 25,73              | 13 581    | 11348         | Hiki           |      |
| Hidaka                                               | Hidaka-shi           | 日高市     | 47,48              | 54 591    | 11242         |                |      |
| Higashichichibu                                      | Higashichichibu-mura | 東秩父村   | 37,06              | 2 710     | 11369         | Chichibu       |      |
| Higashimatsuyama                                     | Higashimatsuyama-shi | 東松山市   | 65,35              | 91 838    | 11212         |                |      |
| Honjō                                                | Honjō-shi            | 本庄市     | 89,69              | 78 623    | 11211         |                |      |
| Ina                                                  | Ina-machi            | 伊奈町     | 14,79              | 44 848    | 11301         | Kitaadachi     |      |
| Iruma                                                | Iruma-shi            | 入間市     | 44,69              | 145 723   | 11225         |                |      |
| Kamikawa                                             | Kamikawa-machi       | 神川町     | 47,40              | 13 380    | 11383         | Kodama         |      |
| Kamisato                                             | Kamisato-machi       | 上里町     | 29,18              | 30 347    | 11385         | Kodama         |      |
| Kasukabe                                             | Kasukabe-shi         | 春日部市   | 66,00              | 229 767   | 11214         |                |      |
| Kawagoe                                              | Kawagoe-shi          | 川越市     | 109,13             | 354 680   | 11201         |                |      |
| Kawaguchi                                            | Kawaguchi-shi        | 川口市     | 61,95              | 594 461   | 11203         |                |      |
| Kawajima                                             | Kawajima-machi       | 川島町     | 41,63              | 19 398    | 11346         | Hiki           |      |
| Kazo                                                 | Kazo-shi             | 加須市     | 133,30             | 111 702   | 11210         |                |      |
| Kitamoto                                             | Kitamoto-shi         | 北本市     | 19,82              | 65 228    | 11233         |                |      |
| Kōnosu                                               | Kōnosu-shi           | 鴻巣市     | 67,44              | 116 864   | 11217         |                |      |
| Koshigaya                                            | Koshigaya-shi        | 越谷市     | 60,24              | 341 765   | 11222         |                |      |
| Kuki                                                 | Kuki-shi             | 久喜市     | 82,41              | 150 599   | 11232         |                |      |
| Kumagaya                                             | Kumagaya-shi         | 熊谷市     | 159,82             | 194 439   | 11202         |                |      |
| Matsubushi                                           | Matsubushi-machi     | 松伏町     | 16,20              | 28 272    | 11465         | Kitakatsushika |      |
| Minano                                               | Minano-machi         | 皆野町     | 63,74              | 9 305     | 11362         | Chichibu       |      |
| Misato                                               | Misato-machi         | 美里町     | 33,41              | 11 040    | 11381         | Kodama         |      |
| Misato                                               | Misato-shi           | 三郷市     | 30,13              | 142 177   | 11237         |                |      |
| Miyashiro                                            | Miyashiro-machi      | 宮代町     | 15,95              | 34 163    | 11442         | Minamisaitama  |      |
| Miyoshi                                              | Miyoshi-machi        | 三芳町     | 15,33              | 38 452    | 11324         | Iruma          |      |
| Moroyama                                             | Moroyama-machi       | 毛呂山町   | 34,07              | 35 379    | 11326         | Iruma          |      |
| Nagatoro                                             | Nagatoro-machi       | 長瀞町     | 30,43              | 6 809     | 11363         | Chichibu       |      |
| Namegawa                                             | Namegawa-machi       | 滑川町     | 29,68              | 19 682    | 11341         | Hiki           |      |
| Niiza                                                | Niiza-shi            | 新座市     | 22,78              | 166 104   | 11230         |                |      |
| Ogano                                                | Ogano-machi          | 小鹿野町   | 171,26             | 10 890    | 11365         | Chichibu       |      |
| Ogawa                                                | Ogawa-machi          | 小川町     | 60,36              | 28 536    | 11343         | Hiki           |      |
| Ogose                                                | Ogose-machi          | 越生町     | 40,39              | 11 042    | 11327         | Iruma          |      |
| Okegawa                                              | Okegawa-shi          | 桶川市     | 25,35              | 74 778    | 11231         |                |      |
| Ranzan                                               | Ranzan-machi         | 嵐山町     | 29,92              | 17 904    | 11342         | Hiki           |      |
| Saitama                                              | Saitama-shi          | さいたま市 | 217,43             | 1324 591  | 11100         |                |      |
| Sakado                                               | Sakado-shi           | 坂戸市     | 41,02              | 100 300   | 11239         |                |      |
| Satte                                                | Satte-shi            | 幸手市     | 33,93              | 50 095    | 11240         |                |      |
| Sayama                                               | Sayama-shi           | 狭山市     | 48,99              | 148 712   | 11215         |                |      |
| Shiki                                                | Shiki-shi            | 志木市     | 9,05               | 75 377    | 11228         |                |      |
| Shiraoka                                             | Shiraoka-shi         | 白岡市     | 24,92              | 52 223    | 11246         |                |      |
| Sōka                                                 | Sōka-shi             | 草加市     | 27,46              | 248 037   | 11221         |                |      |
| Sugito                                               | Sugito-machi         | 杉戸町     | 30,03              | 43 860    | 11464         | Kitakatsushika |      |
| Toda                                                 | Toda-shi             | 戸田市     | 18,19              | 140 868   | 11224         |                |      |
| Tokigawa                                             | Tokigawa-machi       | ときがわ町 | 55,90              | 10 547    | 11349         | Hiki           |      |
| Tokorozawa                                           | Tokorozawa-shi       | 所沢市     | 72,11              | 342 535   | 11208         |                |      |
| Tsurugashima                                         | Tsurugashima-shi     | 鶴ヶ島市   | 17,65              | 70 198    | 11241         |                |      |
| Wakō                                                 | Wakō-shi             | 和光市     | 11,04              | 83 997    | 11229         |                |      |
| Warabi                                               | Warabi-shi           | 蕨市       | 5,11               | 74 326    | 11223         |                |      |
| Yashio                                               | Yashio-shi           | 八潮市     | 18,02              | 93 412    | 11234         |                |      |
| Yokoze                                               | Yokoze-machi         | 横瀬町     | 49,36              | 7 981     | 11361         | Chichibu       |      |
| Yorii                                                | Yorii-machi          | 寄居町     | 64,25              | 32 386    | 11408         | Ōsato          |      |
| Yoshikawa                                            | Yoshikawa-shi        | 吉川市     | 31,66              | 72 028    | 11243         |                |      |
| Yoshimi                                              | Yoshimi-machi        | 吉見町     | 38,64              | 18 196    | 11347         | Hiki           |      |
| Prefektura Saitama                                   | Saitama-ken          | 埼玉県     | 3 797,75           | 7 346 836 | 11            |                |      |
| * Miasta (shi) nie znajdują się w żadnym z powiatów. |                      |            |                    |           |               |                |      |